# Carrie Bradshawová
Carrie Bradshawová (nepřechýleně Carrie Bradshaw) je hlavní hrdinka amerického seriálu a filmu Sex ve městě. Hraje ji Sarah Jessica Parkerová. Je do značné míry vytvářena autobiograficky podle publicistky Candace Bushnellové, která napsala knižní předlohu seriálu. Carrie Bradshawová je newyorská novinářka, nejprve publikující týdenní sloupky pro fiktivní noviny The New York Star, v pozdějších epizodách píšící na volné noze pro časopis Vogue. Její novinové články jsou základem jednotlivých epizod.
Bydlí na Manhattanu na Upper East Side a má velký zájem o módu.

## Život
Narodila se roku 1965. Otec opustil bez vysvětlení její matku, když bylo Carrie pět let. Někteří tvrdí, že právě toto je důvod v její nejistotě mezi muži, a snaží se najít ideál, který v dětství neměla. V 15 letech se odstěhovala do New York. Ve svých 23 letech podstoupila potrat po propité noci s neznámým číšníkem. Deset let trvalo, než dostala Pana Božského k oltáři.